# Umbonia spinosa
Umbonia spinosa är en insektsart som beskrevs av Fabricius. Umbonia spinosa ingår i släktet Umbonia och familjen hornstritar. Inga underarter finns listade i Catalogue of Life.